# ジョエルソン・コヘイア・ドス・サントス
ジョエルソン・コヘイア・ドス・サントス（Joelson Cerreia Dos Santos、1967年8月6日 - ）は、ブラジル・ペルナンブーコ州出身のサッカー指導者。大分在籍時の登録名はジョエルソン。

## 指導歴
全てのクラブでフィジカルコーチとして指導。
- 1993年 - 2000年  サンタクルスFC
- 2000年 - 2001年  ペルナンブーコFC
- 2002年 - 2003年  クルーベ・ナウチコ・カピバリベ
- 2003年 - 2009年1月  サンタクルスFC
- 2009年2月 - 8月  大分トリニータ